# شریف‌آباد (میامی)
شریف‌آباد روستایی در دهستان کلاته‌های شرقی بخش مرکزی شهرستان میامی استان سمنان ایران است.

## جمعیت
بر پایه سرشماری عمومی نفوس و مسکن در سال ۱۳۹۵ جمعیت این مکان ۱۲۴ نفر (۴۲خانوار) بوده‌است.